# Jermachan Ybrajymow
Jermachan Saghiuly Ybrajymow (kasachisch Ермахан Сағиұлы Ыбрайымов; * 1. Januar 1972 im Gebiet Schambyl) ist ein ehemaliger kasachischer Boxer.

## Laufbahn
Seine erste internationale Meisterschaft bestritt Ybrajymow bei den Weltmeisterschaften 1995, bei denen er im Mittelgewicht (–75 kg) startend bereits im ersten Kampf gegen Zsolt Erdei, Ungarn (8:5), ausschied. Im selben Jahr gewann er jedoch im Halbmittelgewicht (–71 kg) die Militärweltmeisterschaften, u. a. mit einem Sieg über Markus Beyer, Deutschland, und die Asienmeisterschaften.
1996 nahm Ybrajymow für an den Olympischen Spielen in Atlanta teil und gewann nach Siegen über Nick Farrell, Kanada (15:9), Hendrik Simangunsong, Indonesien (RSC 1.), und Markus Beyer (19:9) und einer Halbfinalniederlage gegen Alfredo Duvergel, Kuba (28:19), die Bronzemedaille im Halbmittelgewicht (–71 kg). Bei den Weltmeisterschaften im Jahr darauf gewann er die Silbermedaille, wobei er u. a. Mohamed Hikal, Ägypten (RSC 4.), schlug, sich jedoch im Final wiederum Duvergel geschlagen geben musste (9:7).
Bei den Asienspielen 1998 erkämpfte sich Ybrajymov die Goldmedaille und auch die Asienmeisterschaften im Jahr darauf konnte er gewinnen. Ebenfalls 1999 startete er auch bei den Weltmeisterschaften. Hier besiegte er u. a. Felix Sturm, Deutschland (5:4), bevor er im Halbfinale Jorge Gutiérrez, Kuba (12:11), unterlag und damit die Bronzemedaille gewann.
2000 nahm Ybrajymow auch an den Olympischen Spielen 2000 teil. Nach Siegen über Youssif Massas, Syrien (RSC 3.), Hely Yanez, Venezuela (RSC 3.), Juan Hernández, Kuba (16:9), Jermain Taylor, Vereinigte Staaten (RSC 4.), und Marian Simion, Rumänien (25:23), gewann er die olympische Goldmedaille.